# 左近桜
左近桜（さこんのさくら）は、京都府京都市上京区京都御苑3の京都御所の内裏にある桜。紫宸殿正面の階段から見て左にある桜の樹で、右近橘に相対する。平安時代の平安京の頃から何度も植え替えられてきており、2018年（平成30年）時点での当代の左近桜は1998年（平成10年）に植栽したヤマザクラ系の桜である。左近桜という名称は、殿上で儀式のあるときこの桜の方に左近衛の陣を敷いたことによる。南殿の桜ともいうが、桜の栽培品種のタカサゴ（高砂）やマツマエハヤザキ（松前早咲）の別名も「南殿」であるため混同に注意が必要である。

## 歴史

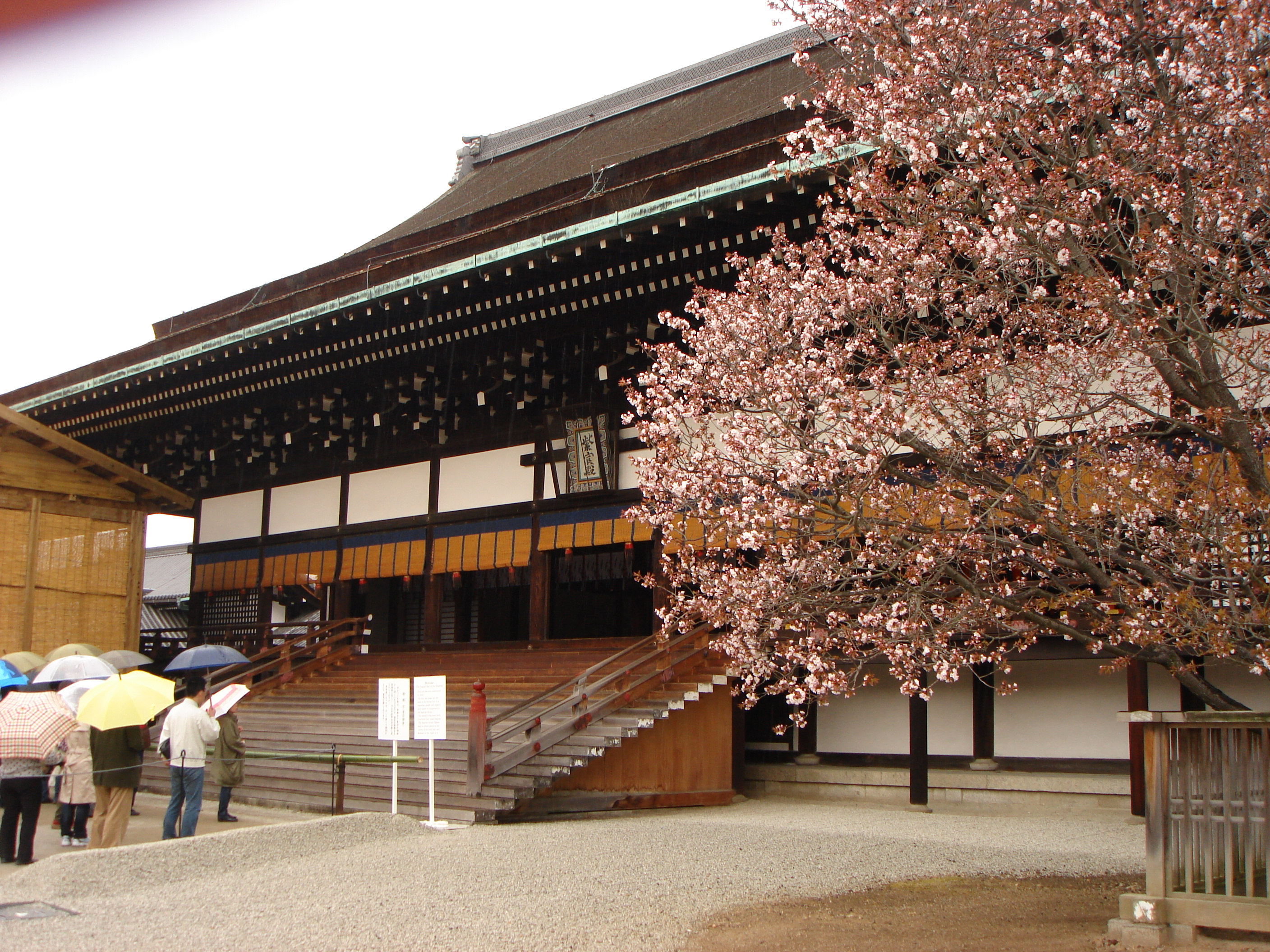
開花状態で紫宸殿と共に写った図

もとは梅の樹で桓武天皇の平安京遷都のときに植えられたが、承和年間（834年-847年）に枯死したため、仁明天皇のときに梅の代わりに桜を植えた。貞観16年に暴風雨で吹き倒れている。
貞観年間（859年-876年）に枯れたが、その根から生じた芽を坂上瀧守が勅命で培養し、ふたたび枝葉が盛んになった。
天徳4年（960年）9月、内裏焼失のとき桜も焼けたため、内裏造営に及んで、重明親王の家（のちの東三条殿）の吉野桜（ヤマザクラと考えられる）を移植し、康保元年（964年）11月、同2年（965年）正月の2回にわたり改栽した。その後もしばしば焼け、堀河天皇のときに植えたものが最後となった。このときの桜は承久元年、源頼茂が後鳥羽上皇によって討たれた際、殿舎に火をかけて自殺したときに焼けてしまった。翌2年に大内裏造営にあたり、源光行の家にこの桜からとった種があったため、これを植えた。なお大内裏造営は翌3年に承久の乱のために一時中断し、再開したものの安貞元年（1227年）4月に火災のために造営中の建物も、光行の家から植えた桜も焼失した。
その後は里内裏をもって大内裏の代わりとしたが、里内裏でも桜を植える風習が続いたが、植える作業を行うのは左近衛大将というしきたりであり、長享元年（1487年）に新しく桜を植えた際には、ときの左大将近衛尚通があたっている。
左近桜の枝を折ることは大罪とされていた。『古今著聞集』巻19が伝える伝説によれば、承元4年（1210年）1月ごろの早朝、歌人の藤原定家が、侍に左近桜の枝を切らせて持ち帰るのを、官人たちが目撃した。振る舞いが風流だったので、官人たちは優雅なことだなあと思ったが、その噂は土御門天皇の耳にまで届いた。土御門は、建春門院伯耆に代詠させて、「なき名ぞと のちにとがむな 八重桜 うつさむ宿は かくれしもせじ」（「後から無実だと主張するなよ。左近桜を移した家を隠すことはできないだろう」）という歌を贈った。定家は返歌して、「くるとあくと 君につかふる 九重や やへさくはなの かげをしぞ 思ふ」（「明けても暮れても一日中、我が君にお仕えしている左近桜。その桜の花の姿を想うことで、私も陛下に忠勤を尽くさせていただきます」）と侘びたという。
定家の伝説は真偽不明だが、左近桜を折ったことが比較的確実な人物は、14世紀前半、後醍醐天皇の中宮（皇后）だった西園寺禧子である（『新千載和歌集』春下・116および117）。ある時、後醍醐が左近桜を鑑賞していると、禧子の部下がやってきて左近桜の枝を折った。驚いた後醍醐は、妻を自分の前に召し出して、「九重の 雲ゐの春の 桜花 秋の宮人 いかでおるらむ」（宮中に咲く左近桜を、秋の宮人（皇后に仕える人）が、どうして折ったのだろうか）と尋ねた。禧子は返歌して、「たをらすは 秋の宮人 いかでかは 雲ゐの春の 花をみるべき」（手折らせたのは、秋の宮（皇后）の私が、宮中の春の桜のように愛しいあなたに、どうしても逢いたかったから）と、後醍醐の気を引くための行為だったことを明らかにし、夫への愛を歌った。

## 左近桜の継承
歴史的に左近桜は樹勢が衰えたり枯れるたびに植え替えられてきており、種子や取り木や株分けで増殖されてきた。2018年（平成30年）時点での当代の左近桜（1998年 - ）は一木中に花弁を5枚もつ花と6-7枚の持つ花が混在し、ヤマザクラの特徴とオオシマザクラの特徴を併せ持ち、純粋なヤマザクラではなく数世代前の先祖の1つにオオシマザクラがいたと考えられている。当代の左近桜は2018年（平成30年）時点で他に増殖したクローンがない単一の木である一方で、当代の左近桜が枯れた場合に備えて京都御所に植えられている次代の左近桜には、同一のクローンが「左近桜」として桂離宮、新宿御苑、国立遺伝学研究所に存在する。これらは先々代（1855年（安政年間） - 1929年（昭和4年））か、先代（1930年（昭和5年） - 1997年（平成9年））の左近桜からクローン増殖された桜と考えられ、当代の左近桜のみ別系統で増殖された桜であると判明している。栽培品種のタカサゴ（高砂）の別名が南殿であるため、過去の左近桜と関係があった可能性が提起されている。

## 備考

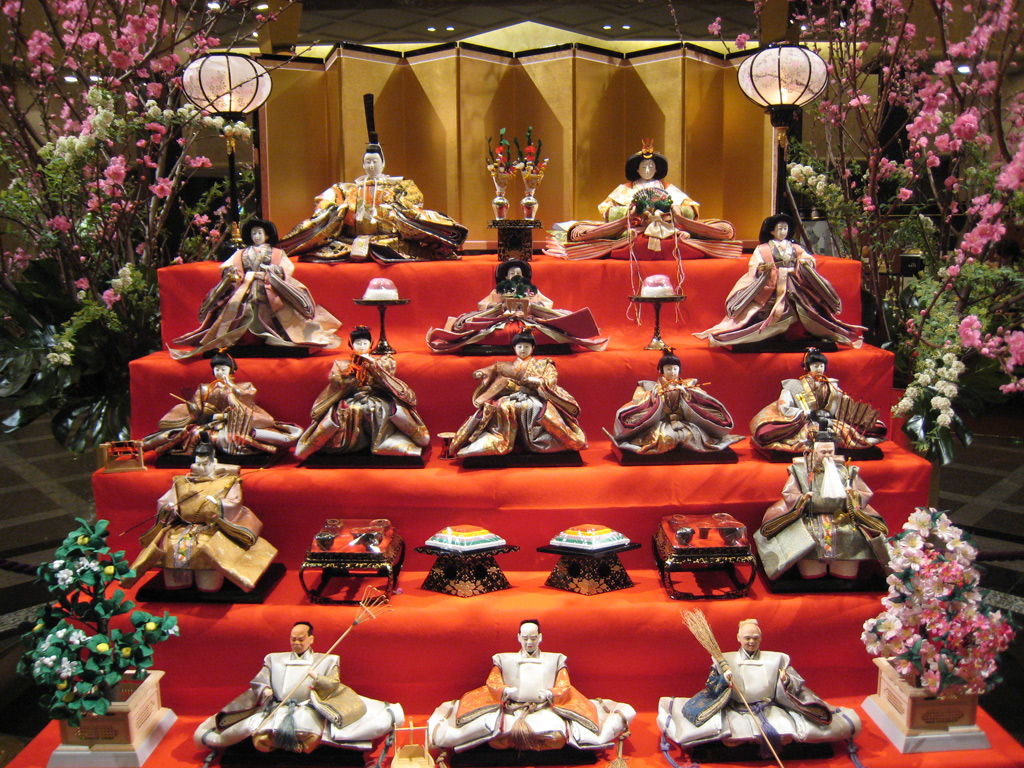
雛飾り

平安神宮内にある大極殿を模して建立された外拝殿にも左近桜が存在する。また、雛祭りでひな壇に並べられることもある。